# ماریا ترسا اسمر
ماریا ترسا اِسمِر (به انگلیسی Maria Theresa Asmar)، (زاده ۱۸۰۴ میلادی در تل کیف، عراق - درگذشته ۱۸۷۰ میلادی در فرانسه)، نویسنده زن آشوری است.

## زندگی‌نامه
ماریا ترسا اسمر نویسنده کتاب «خاطرات یک شاهزاده بابلی» [Memoirs of a Babylonian Princess] می‌باشد. او این کتاب را در دو جلد ۷۲۰ صفحه‌ای نوشته است. این کتاب در اوایل سده نوزدهم به رشته تحریر درآمده و در آن خاطرات سفرهای ماریا ترسا به ترکیه، لبنان، سوریه و اسرائیل آمده است. او در کتابش حتی حرم سلطانهای ترکیه را به تصویر کشیده است. در سال ۱۸۴۴ میلادی این کتاب به زبان انگلیسی ترجمه شد.
ماریا ترسا توانست با وجود موانع فراوانی که به عنوان یک زن آشوری بر سر راهش قرار داشت، مدرسه‌ای مخصوص زنان در بغداد احداث کند که مورد استقبال میسیونرهای اروپایی قرار گرفت؛ که البته همین میسیونرها توانستند با پرداخت رشوه به امپراتوری عثمانی امتیاز آن مدرسه را از ماریا بگیرند. ماریا که غرق خشم و نامیدی بود و از دوستان مسیحی اش زخم دیده بود، در جستجوی پناهگاهی به اعراب بدوی پناه برد. در میان اعراب زندگی کرد و به ضبط وقایع روزانهٔ آنها، عروسی‌ها و مراسم‌های آنها با جزئیات بسیار دقیق پرداخت. ماریا ترسا در اروپا به نام «پرنسس بابلی معروف» بود. ماریا در سال ۱۸۷۰ میلادی در فرانسه درگذشت.